# 2011 год в истории железнодорожного транспорта
2011 год в истории железнодорожного транспорта

## События

### В России
- 13 января в 4:10 по московскому времени на нерегулируемом железнодорожном переезде в Иркутской области столкнулись бензовоз марки МАЗ, перевозивший дизельное топливо и состав из локомотива и пяти полувагонов следовавшего из-под погрузки в забое Мугунского угольного разреза на станцию Алгатуй.
- 30 мая высокоскоростной поезд «Сапсан» перевёз своего 3 миллионного пассажира[1].
- 2 июля в Бурятии сошли с рельсов два грузовых поезда. Авария произошла на перегоне Онохой-Тальцы Восточно-Сибирской железной дороги. Всего с рельсов сошли 24 вагона двух поездов. Жертв и пострадавших, равно как и экологической угрозы окружающей среде, в результате инцидента нет[2].
- 11 августа — крушение в Челябинской области: 2 человека погибли, почти полностью уничтожен тяжеловесный грузовой состав, перевозивший уголь.
- 15 ноября — открытие участка железной дороги Беркакит — Томмот — Нижний Бестях, соединивший Якутию со всей железнодорожной сетью России. В церемонии открытия принял участие Президент Российской Федерации Дмитрий Анатольевич Медведев.
- 12 декабря — открыт второй (после маршрута Москва — Ницца, сентябрь 2010) российский трансъевропейский маршрут Москва — Берлин — Париж протяжённостью 3177 км[3].

### В мире
- 30 января — в Германии столкнулись товарный состав и пригородный поезд HarzElbeExpress. Катастрофа произошла в районе города Ошерслебен (федеральная земля Саксония-Ангальт). 10 человек погибли, более 40 пострадали[4].
- 8 апреля — в ЮАР в черте города Претория столкнулись два пассажирских поезда. В результате крушения два вагона сошли с рельсов и перевернулись. Погибли как минимум два человека. Ранения различной степени тяжести получили 200 человек[5].
- 19 мая — в ЮАР в городе Соуэто (пригород Йоханнесбурга) на станции Фомолонг произошло столкновение двух пригородных поездов. В результате аварии пострадали 857 человек[5].
- 23 мая — на Украине, около железнодорожной станции Пятихатки-Стыковая Пятихатского района Днепропетровской области, сошёл с рельсов пассажирский поезд № 76 Киев-Кривой Рог сошли электровоз и первая колесная пара первого вагона. Жертв и пострадавших нет[6].
- 1 июля — запущена в тестовом режиме первая линия (от станции Минск-Пассажирский до станции Беларусь) Минской городской электрички (один из видов скоростного общественного транспорта в Минске). Позже открыт второй маршрут — «Минск-Пассажирский — Руденск».
- 2 июля — на Украине во Львове на улице Курмановича сошли с рельсов несколько вагонов электропоезда. Никто не пострадал[6][7].
- 10 июля — в Индии в 65 километрах от города Гувахати (штат Ассам) в результате взрыва с рельсов сошёл пассажирский поезд. Около 100 человек получили ранения разной степени тяжести[5].
- 10 июля — в Индии в 120 километрах от города Лакхнау (штат Уттар-Прадеш) сошли с рельсов 12 вагонов пассажирского поезда «Калка мейл», следовавшего из города Хаура (штат Западная Бенгалия) в Нью-Дели. В результате катастрофы погибли 80 человек, более 350 получили ранения[8].
- 15 июля — в Ереване (Армения) впервые за годы независимости Армении открыта новая платформа — Алмаст.
- 23 июля — в Китае столкнулись пассажирские поезда Пекин—Фучжоу и Ханчжоу—Фучжоу, следовавшие в попутном направлении. В результате крушения погибли 40 человек[9].
- 12 августа — в Польше в местечке Бабы (Петрковский повят) с рельсов сошли три вагона поезда, следовавшего из Варшавы в Катовице. В поезде находились 280 пассажиров. В результате аварии погиб один человек, пострадали 81[5].

## Новый подвижной состав

### Беларусь
- ЭПг
- ЭПр

### В Японии
- 5 марта 2011 года запущен в эксплуатацию Электропоезд серии E5 сети Синкансэн[10]. Поезд способен развивать скорость до 300 км/ч (в будущем скорость должна быть увеличена до 320 км/ч).